# HD 52382
HD 52382，又名BD-08 1667，SAO 134041、HR 2627，是一颗恒星，视星等为6.49，位于銀經222.17，銀緯-2.15，其B1900.0坐标为赤經6h 55m 52.8s，赤緯-9° -2.15′ 47″。

## 物理特性
這顆恆星是藍超巨星 ；它的絕對星等為-3.25，其正徑向速度表明這顆恆星正在遠離太陽系。

## 觀察
它是一顆位於南天半球，但離天赤道很近的恆星；這意味著從地球上所有有人居住的地區都可以毫無困難地觀察到它，而且它只在北極圈以外的地方是看不見的。另一方面，在南半球，它只出現在南極大陸的最內層區域。6.5級，肉眼無法觀察到；然而，為了能夠看到它，只要有黑暗的天空 ，即使是小型雙筒望遠鏡也足夠了。
在傍晚的天空中觀察它的最佳時期是在 12 月至 5 月之間。由於恆星的位置離天赤道不遠，兩個半球的能見度大致保持不變。